# علیرضا کوچکی
علیرضا کوچکی (زادهٔ ۱۳۲۶) عضو پیوسته فرهنگستان علوم و استاد دانشگاه فردوسی مشهد است. وی استاد اکولوژی تولید محصول دانشگاه فردوسی مشهد (از سال ۱۳۵۴) و دانش‌آموخته دکتری تخصّصی تولید محصول از دانشگاه ولز بریتانیا است و با نگارش بیش از ۹۰ کتاب و راهنمایی بیش از ۱۶۰ پایان‌نامه کارشناسی ارشد و دکتری یکی از شناخته‌شده‌ترین و تأثیرگذارترین چهره‌های علوم زراعت و اصلاح نباتات، اکولوژی و اگرواکولوژی کشاورزی در ایران است. ایشان از اولین بنیان‌گذاران بوم‌شناسی کشاورزی (اگرواکولوژی) در ایران است و در طول بیش از چهار دهه فعالیت علمی خود، افتخارات ملی و بین‌المللی بسیاری را کسب نموده‌است و همکاری‌های گسترده‌ای نیز با دانشمندان و پژوهشگران مطرح جهانی از جمله استفن گلیسمن داشته‌است.

## سوابق
کوچکی ریاست دانشکده کشاورزی دانشگاه فردوسی مشهد را در سال ۱۳۵۸ بر عهده داشته‌است. او استاد نمونه کشوری سال ۱۳۶۸ و مدیر مسئول مجله علمی پژوهشی بوم‌شناسی کشاورزی است و سابقه عضویت در هیئت تحریریه مجله علوم و صنایع غذایی، کمیته زراعت و اصلاح نباتات شورای عالی برنامه‌ریزی وزارت فرهنگ و آموزش عالی، هیئت‌علمی بخش کشاورزی سازمان پژوهش‌های علمی و صنعتی ایران، هیئت ممیزهٔ دانشگاه فردوسی مشهد، هیئت ممیزی مرکزی وزارت علوم تحقیقات و فناوری را دارد و طراحی و اجرای پروژه‌های متعدد مطالعات کشاورزی را در کارنامه خود دارد. ایشان هم‌اکنون عضو هیئت امنای دانشگاه‌های خراسان رضوی و دانشگاه فردوسی مشهد است.

## آثار
فهرست کتاب‌ها (اعم از تألیف و ترجمه):
- مبانی فیزیولوژیکی گیاهان زراعی
- جنبه‌های فیزیولوژیکی زراعت دیم
- زراعت حبوبات
- غذا و انرژی در جامعه (نگرشی اکولوژیک بر نقش انرژی در تولید غذا)
- کشاورزی و آب و هوا
- تولید محصولات زراعی
- اکولوژی گیاهان زراعی
- کاربرد مدل‌های آب و هوایی در کشاورزی
- زراعت در مناطق خشک
- کشاورزی و انرژی (نگرشی اکولوژیک)
- کارایی انرژی در اکوسیستم‌های کشاورزی
- فیزیولوژی عملکرد گیاهان زراعی
- کشاورزی پایدار
- نوآوری‌های کشاورزی در قرون اولیه اسلام
- مرتعداری مدیریت چرا در مراتع
- رابطه آب و خاک در گیاهان زراعی
- اصول زراعت در مناطق خشک جلد دوم
- شناخت مبانی تولید محصولات زراعی (نگرشی اکوفیزیولوژیک)
- اصلاح نباتات در کشاورزی پایدار
- اقتصاد اکولوژیک و اقتصاد کشاورزی ارگانیک
- اصول زراعت در مناطق خشک جلد اول
- کاربرد کودهای بیولوژیکی در کشاورزی پایدار
- کشاورزی از دیدگاه اکولوژی
- مدیریت پایدار خاک
- کشاورزی ارگانیک
- نظام‌های کشاورزی پایدار
- بوم‌نظام‌های زراعی
- بهره‌برداری از آبهای شور در کشاورزی پایدار
- اکوفیزیولوژی گیاهی
- افزایش عملکرد گیاهان زراعی
- اصول و عملیات کشاورزی در مناطق خشک
- تکامل سازگاری و عملکرد گیاهان زراعی
- دنیای بیکران، اقتصاد، محیط زیست و توسعه پایدار
- پیامدهای اکولوژیکی تغییر اقلیم
- کشاورزی پایدار در مناطق معتدل
- فتوسنتز و تولید در شرایط متغیر محیط
- بوم‌شناسی کشاورزی
- اقتصاد محیط زیست
- رهیافتهای اکولوژیکی مدیریت علفهای هرز
- اصول بوم‌شناسی کشاورزی
- بوم‌شناسی محیط زیست
- درآمدی بر پدیدارشناسی در علوم زیستی
- مبانی اکولوژی کشاورزی
- زرشک: فناوری تولید و فرآوری
- اثر تغییر اقلیم کشاورزی بر تولیدات جهانی
- زیره سبز، فناوری و تولید
- زعفران، فناوری و تولید
- زرشک، فناوری و تولید
- به زراعی و به نژادی در زراعت دیم
- Cash Crop Halophytes, Recent Studies
- نقش ساختار و کارکرد در طراحی و مدیریت بوم‌نظامهای کشاورزی
- اکولوژی علفهای هرز (کاربردهای مدیریتی)
- اصول کشاورزی زیستی (ارگانیک)
- Saffron Production and Processing
- تنوع زیستی کشاورزی
- Cumin Production and Processing
- تغییر اقلیم و تولیدات زراعی در جهان
- اثر تغییر اقلیم جهانی بر تولیدات کشاورزی
- اصول و عملیات دیمکاری
- اقتصاد مرتع
- نقش تنوع در کشاورزی پایدار
- زراعت نوین
- کشاورزی زیستی (ارگانیک)
- جغرافیای کشاورزی
- اکوفیزیولوژی گیاهی (جلد ۱)
- اکوفیزیولوژی گیاهی (جلد ۲)
- مقدمه‌ای بر جغرافیای کشاورزی
- Sustainable Agriculture Review 1: Organic farming, pest control and remediation of soil pollutant
- اگرواکولوژی
- بهار خاموش
- Sustainable Agriculture Review 3: Sociology, Organic farming, Climate change and Soil Science
- اثر تغییر اقلیم بر بوم‌نظامهای کشاورزی
- روش‌های تحقیق آزمایشگاهی و مزرعه‌ای در آگرواکولوژی
- the conversion to sustainable agriculture
- روش‌های تحقیق آزمایشگاهی و مزرعه‌ای در اگرواکولوژی
- اثر تغییر اقلیم بر بوم‌نظام‌های کشاورزی
- نگرشی نوین بر جنبه‌های بوم‌شناختی فیزیولوژیک گیاهان زراعی
- تنوع زیستی در نظام‌های تولید کشاورزی
- فیزیولوژی گیاهان زراعی
- Allelopathy
- مدلسازی در گیاهان زراعی
- خاکورزی در بوم‌نظام‌های زراعی
- تولید پایدار محصولات زراعی، زراعت عمومی
- اکولوژی چشم‌اندازهای طبیعی در مدیریت اکوسیستم‌های کشاورزی
- تکامل گیاهی و خاستگاه گونه‌های زراعی
- گیاهان دارویی بوم‌شناسی، تولید و بهره‌برداری پایدار
- کشاورزی ایران در گذار به تغییر اقلیم و گرمایش جهانی
- گیاهان دارویی:بوم‌شناسی، تولید و بهره‌برداری پایدار
- بوم‌شناسی گیاهان زراعی: تولید و مدیریت نظام‌های کشاورزی
- تغییر اقلیم و تولیدات زراعی در جهان
- اصول کشاورزی زیستی (ارگانیک)

## جوایز و افتخارات
در مراسم دوازدهمین دوره جایزه ملی محیط زیست که در خردادماه سال ۱۳۹۶ برگزار شد، از دکتر کوچکی به پاس فعالیت‌های ایشان در زمینه محیط زیست تقدیر شد و جایزه ملی محیط زیست در بخش متخصصان توسط اسحاق جهانگیری به ایشان اهدا شد.